# Дарчук, Остап Иосифович
Остап (Евстахий) Иосифович Дарчук (25 апреля 1911 — 21 августа 1999) — советский и украинский певец и педагог, профессор (1982), заслуженный деятель искусств Украинской ССР (1981).

## Биография
После окончания школы работал токарем на заводе, занимал в самодеятельности. С 1926 по 1930 год учился в Музыкально-драматическом институте имени Н. Лысенко.
В 1930 году начал артистическую деятельность в капелле «Думка», тогда же без отрыва от основной работы поступил в Киевскую консерваторию по классу вокала. С 1935 по 1939 год — солист оперной студии Киевской консерватории. С 1939 по 1941 учился в Киевской консерватории им. П. Чайковского в классе пения Дометия Евтушенко.
В 1941 году был призван в армию. После окончания школы танкистов в Ленинграде его направили для прохождения дальнейшей службы не на передовую, а в оперную студию Ленинградского дома офицеров. Выступал в составе фронтовых бригад; концерты на лесных полянах, под открытым небом, Дарчук выступал с Юрием Тимошенко, Ефимом Березиным, Виктором Белым, Павлом Вирским, Дмитрием Кабалевским, Тихоном Хренниковым, в составе Ансамбля песни и пляски Киевского особого военного округа.
Первый исполнитель «Песни о Днепре» — 31 декабря 1941 года в Воронежском драматическом театре, где в частности присутствовал маршал С. К. Тимошенко. Прошёл с фронтовыми выступлениями до Берлина, награждён орденом Красной Звезды.
В 1946 году завершил обучение в Киевской консерватории, был солистом украинского радио. В 1951—1955 годах работал солистом оперного театра в Горьком, преподавал пение в консерватории.
В 1955 году прибыл во Львов, выступал в Львовском государственном академическом театре оперы и балета им. И. Франко — в 1955—1957 и 1959—1965 годах и Львовской государственной консерватории им. Н. В. Лысенко.
За творческую жизнь исполнил более ста партий классического репертуара, озвучил 11 кинофильмов, записал в фонды московского и украинского радио 460 сочинений разных композиторов.
С 1965 года работал преподавателем вокала на кафедре академического пения Львовской консерватории им. Н. А. Лысенко — до 1999 года. Среди его учеников — Андрей Алексик, Роман Витошинский, Алексей Данильчук, Ярослав Дмитрук, Василий Дудар, Игорь Крупенко, Игорь Кушплер.
Среди сценических ролей — Леший, «Лесная песня» В. Кирейко. Выступал под руководством, в частности, Ярослава Вощака.
Его жена, Мария Петровна Сиверина, также была музыкальным педагогом.
Умер Остап Дарчук 21 августа 1999 года во Львове. Похоронен на Яновском кладбище.